# 2011年の道路
2011年の道路（2011ねんのどうろ）とは、2011年（平成23年）に起こった道路関係の出来事をまとめたページである。
2010年の道路 - 2011年の道路 - 2012年の道路

## 出来事の一覧

### 1月
- 23日
  - （開通）  金谷御前崎連絡道路 相良バイパス 牧之原IC - 西萩間IC (4.0 km)
  - （開通） 黄衢南高速道路(衢州・黄山区間)
- 29日
  - （開通）  小郡萩道路 十文字IC - 秋吉台IC (2.3 km)
- 31日
  - （開通）  順天-完州高速道路 順天JCT - 西南原IC (47.9 km)

### 2月
- 13日
  - （開通）  長崎南環状線 新戸町IC - 田上IC (3.1 km)
- 19日
  - （IC供用）  九州自動車道 鞍手IC
  - （開通）  国道202号 福岡外環状道路 福岡市早良区野芥 - 福岡市西区拾六町 (4.1 km)
- 26日
  - （開通）  福岡都市高速5号線 野芥出入口 - 福重JCT (4.1 km)
  - （開通）  国道497号 西九州自動車道 福重JCT（福岡都市高速5号線⇔西九州自動車道の接続） (0.9 km)
  - （開通）  国道208号 玉名バイパス 玉名市立願寺 - 玉名市岱明町開田 (4.2 km)
- 27日
  - （開通）  山陰自動車道 東伯中山道路 大栄東伯IC - 赤碕中山IC (12.0 km)

### 3月
- 1日
  - （開通）  渡島半島横断道路 国縫道路 瀬棚郡今金町字宮島 - 瀬棚郡今金町字花石 (3.2 km)
- 5日
  - （開通）  道央圏連絡道路 美原道路 江別市美原 - 石狩郡当別町蕨岱 (5.7 km)
  - （開通）  三陸自動車道 釜石山田道路 釜石両石IC - 釜石北IC (4.7 km)
  - （開通）  四国横断自動車道 須崎道路 須崎中央IC - 須崎西IC (1.7 km)
  - （開通）  四国横断自動車道 須崎西IC - 中土佐IC (7.0 km)
- 6日
  - （開通）  有明海沿岸道路 佐賀福富道路 嘉瀬南IC - 久保田IC (1.7 km)
- 8日
  - （開通）  国道50号 下館バイパス 筑西市栗島 - 筑西市岡芹 (1.9 km)
- 12日
  - （開通）  山陰近畿自動車道 宮津与謝道路 与謝天橋立IC - 宮津天橋立IC (6.4 km)
- 19日
  - （開通）  北関東自動車道 太田桐生IC - 佐野田沼IC (18.6 km)
- 20日
  - （IC供用）  国道41号 美濃加茂バイパス上り線 川辺鹿塩IC入口
  - （路線名称変更）  東名阪自動車道（名古屋IC - 名古屋西JCT間、高針JCT - 上社JCT間） → 名古屋第二環状自動車道
  - （IC供用）  名古屋第二環状自動車道 上社南IC
  - （開通）  名古屋第二環状自動車道 名古屋南IC/JCT - 高針JCT (12.7 km)
- 23日
  - （拡幅）  琵琶湖西縦貫道路 西大津バイパス上り線 藤尾南ランプ - 近江神宮ランプ (5.6 km) (1車線→2車線)
- 24日
  - （開通）  あぶくま高原道路 石川母畑IC - 蓬田PA (6.9 km)
  - （IC供用）  常磐自動車道 石岡小美玉スマートIC
- 25日
  - （IC供用）  日光宇都宮道路 土沢IC
  - （IC供用再開）  東海環状自動車道 鞍ヶ池スマートIC
- 26日
  - （スマートIC化）  秋田自動車道 西仙北IC
  - （開通）  東北中央自動車道 新庄北道路 新庄IC - 新庄北IC (4.7 km)
  - （開通）  中部横断自動車道 佐久南IC - 佐久小諸JCT (7.8 km)
  - （開通）  国道1号 北勢バイパス 四日市市道大矢知富田線 - 三重県道64号上海老茂福線 (1.0 km)
  - （開通）  国道421号 石榑峠道路 いなべ市大安町石榑南 - 東近江市黄和田町地先 (4.5 km)
  - （開通）  国道26号 第二阪和国道 箱ノ浦ランプ - 淡輪ランプ (2.8 km)
  - （開通）  高知東部自動車道 南国安芸道路 香南やすIC - 芸西西IC (3.9 km)
  - （IC供用）  九州自動車道 宮田スマートIC
- 27日
  - （開通）  日本海東北自動車道　神林岩船港IC - 朝日まほろばIC (13.3 km)
  - （開通）  国道139号 都留バイパス 都留市井倉 - 都留市法能 (3.2 km)
  - （開通）  阪神高速8号京都線 鴨川東出入口 - 上鳥羽出入口 (1.9 km)
  - （開通）  国道29号 姫路北バイパス 姫路市相野 - 姫路市林田町下伊勢 (1.5 km)
  - （開通）  国道180号 岡山西バイパス 岡山市北区野殿西町 - 岡山市北区楢津 (1.9 km)
  - （無料開放）  高松坂出有料道路 全線 (10.1 km)
- 29日
  - （IC供用）  第三京浜道路下り線 羽沢IC出口
  - （拡幅）  琵琶湖西縦貫道路 西大津バイパス下り線 近江神宮ランプ - 藤尾南ランプ (5.6 km) (1車線→2車線)
- 30日
  - （開通）  国道329号 金武バイパス 国頭郡金武町字金武 (0.8 km)

### 4月
- 1日
  - （無料開放）  大島大橋有料道路 全線 (1.1 km)
- 19日
  - （開通）  都城志布志道路 都城東環状線 五十町IC - 梅北IC (3.1 km)
- 20日
  - （開通）  広島中央フライトロード 空港IC（三原市本郷町） - 棲真寺IC（三原市大和町） (7.0 km)
- 22日
  - （開通）  国道3号 植木バイパス 熊本市植木町舞尾（もうの） - 熊本市植木町鐙田（あぶみだ） (2.3 km)
- 28日
  - （IC供用）  東北自動車道 佐野SAスマートIC
- 29日
  - （拡幅）  国道202号 福岡外環状道路 福岡市博多区立花寺（りゅうげじ） - 福岡市博多区板付 (1.7 km) (2車線→4車線)
  - （開通）  国道202号 福岡外環状道路 福岡市博多区板付 - 福岡市南区井尻 (1.0 km)
  - （拡幅）  国道202号 福岡外環状道路 福岡市南区井尻 - 福岡市南区的場 (1.2 km) (2車線→4車線)
  - （開通）  国道58号 恩納バイパス 国頭郡恩納村字瀬良垣 - 国頭郡恩納村字南恩納 (5.1 km)
  - （開通）  順天-完州高速道路 東順天IC - 順天JCT (4.3 km)

### 5月
- 21日
  - （拡幅）  阪和自動車道上り線 有田IC - 海南IC (9.8 km) (1車線→2車線)
- 28日
  - （開通）  小郡萩道路 秋吉台IC - 絵堂IC (10.0 km)
- 29日
  - （開通）  国道468号 首都圏中央連絡自動車道 白岡菖蒲IC - 久喜白岡JCT (3.3 km)
- 31日
  - （IC供用）  国道23号 豊橋バイパス 豊川橋南豊川橋南IC 上り線入口ランプ

### 6月
- 1日
  - （一時閉鎖）  阪神高速4号湾岸線 三宝出入口（阪神高速6号大和川線の建設のため、2013年12月末まで一時閉鎖）
- 12日
  - （開通）  国道354号 高崎玉村バイパス 高崎市綿貫町 - 玉村町与八分
- 15日
  - （PA閉鎖）  箱根新道 箱根PA（上下線）
- 19日
  - （割引終了）  休日特別割引（上限 1,000円）と無料化実験（青森自動車道、八戸自動車道、百石道路、釜石自動車道、秋田自動車道 秋田中央IC - 八竜IC間、湯沢横手道路、東北中央自動車道、米沢南陽道路、山形自動車道 山形北IC - 月山IC間、湯殿山IC - 酒田みなとIC間、日本海東北自動車道 新潟中央JCT - 荒川胎内IC間、岩城IC - 河辺JCT間を除く）が終了。
- 20日
  - （無料化）  東北地方太平洋沖地震（東日本大震災）の復旧・復興支援（中型車、大型車、特大車のみ）及び、被災者支援（被災証明書、罹災証明書を有する者が乗車する全車種のみ）として、東北地方一帯の高速道路及び有料道路（東北自動車道 白河IC以北、常磐自動車道 水戸IC以北、青森自動車道、八戸自動車道、百石道路、釜石自動車道、秋田自動車道、湯沢横手道路、東北中央自動車道、米沢南陽道路、山形自動車道、仙台東部道路、仙台北部道路、日本海東北自動車道、磐越自動車道、三陸自動車道 仙台港北IC - 鳴瀬奥松島IC間、第二みちのく有料道路、仙台南部道路、西蔵王有料道路、磐梯吾妻有料道路、第二磐梯吾妻有料道路、磐梯山有料道路、あぶくま高原道路 矢吹中央IC - 玉川IC間、日立有料道路）が、無料化開始（期間は、復旧・復興支援は8月末まで、被災者支援は1年間）。
- 26日
  - （開通）  国道20号 坂室バイパス 茅野市金沢 - 茅野市宮川 (2.1 km)
- 28日
  - （開通）  みやぎ県北高速幹線道路 若柳南IC - 登米市迫町北方 (1.9 km)
- 30日
  - （IC供用）  米子自動車道 大山高原スマートIC
  - （IC供用）  中国で青島膠州湾大橋と膠州湾トンネルが開通[1]

### 7月
- 16日
  - （無料開放）  磐梯吾妻有料道路 全線 (28.7 km) （本年11月15日まで実施、16日以降は冬季閉鎖）
  - （無料開放）  第二磐梯吾妻有料道路 全線 (13.1 km) （本年11月15日まで実施、16日以降は冬季閉鎖）
  - （無料開放）  磐梯山有料道路 全線 (17.6 km) （本年11月15日まで実施、16日以降は冬季閉鎖）
  - （開通）  舞鶴若狭自動車道 小浜西IC - 小浜IC (11.5 km)
  - （開通）  阿南安芸自動車道 日和佐道路 小野IC - 由岐IC (3.1 km)
- 17日
  - （開通） ラサ・コンガ空港高速道路(37.8 km)
- 26日
  - （無料開放）  箱根新道 全線 (13.8 km)
- 31日
  - （拡幅）  三陸自動車道 矢本石巻道路下り線 矢本PA - 石巻港IC (2.6 km) (2車線→4車線)
  - （開通）  山口宇部小野田連絡道路 山口宇部道路 朝田IC - 嘉川IC (14.4 km)

### 8月
- 10日
  - （IC供用）  中央自動車道 都留IC
- 21日
  - （開通）  山口宇部小野田連絡道路 宇部湾岸道路 西中町IC - 藤曲IC (2.2 km)
- 28日
  - （開通）  沖縄西海岸道路 那覇西道路 若狭IC - 那覇空港IC (3.0 km)
- 31日
  - （無料化終了）  東北地方太平洋沖地震（東日本大震災）の復旧・復興支援（中型車、大型車、特大車のみ）として実施されていた、東北地方一帯の高速道路及び有料道路（東北自動車道 白河IC以北、常磐自動車道 水戸IC以北、青森自動車道、八戸自動車道、百石道路、釜石自動車道、秋田自動車道、湯沢横手道路、東北中央自動車道、米沢南陽道路、山形自動車道、仙台東部道路、仙台北部道路、日本海東北自動車道、磐越自動車道、三陸自動車道 仙台港北IC - 鳴瀬奥松島IC間、仙台南部道路、西蔵王有料道路、磐梯吾妻有料道路、第二磐梯吾妻有料道路、磐梯山有料道路、あぶくま高原道路 矢吹中央IC - 玉川IC間）の無料化が終了（ただし、被災者支援の無料化は継続）。
  - （無料化終了）  東北地方太平洋沖地震（東日本大震災）の復旧・復興支援（中型車、大型車、特大車のみ）及び被災者支援（被災証明書・罹災証明書を有する者が乗車する全車種のみ）として実施されていた、第二みちのく有料道路の無料化が終了。
  - （無料化終了）  東北地方太平洋沖地震（東日本大震災）の復旧・復興支援（中型車、大型車、特大車のみ）及び被災者支援（被災証明書・罹災証明書を有する者が乗車する全車種のみ）として実施されていた、日立有料道路の無料化が終了。

### 9月
- 3日
  - （IC移転）  首都高速都心環状線（外回り） 汐留入口（約40 m浜崎橋方面へ移転）（八重洲線の架替工事のため、長期間にわたる予定）
- 7日
  - （PA供用）  道東自動車道 占冠PA
- 13日
  - （開通）  国道497号 西九州自動車道 佐々佐世保道路 佐々IC - 相浦中里IC (4.0 km)
- 19日
  - （開通）  国道168号 十津川道路 吉野郡十津川村大字折立 - 吉野郡十津川村大字小原 (4.3 km)
- 23日
  - （開通）  山陰自動車道 萩・三隅道路 萩IC - 明石IC/PA (8.1 km)
- 30日
  - （開通）  国道278号 尾札部道路 函館市安浦町 - 道の駅縄文ロマン 南かやべ (2.3 km)

### 10月
- 7日
  - （IC供用）  国道3号 黒崎バイパス 皇后崎ランプ出口
- 21日
  - （拡幅）  東名高速道路上り線 豊田JCT - 音羽蒲郡IC (21.0 km) (2車線→3車線)（暫定措置、2014年度の新東名高速道路 浜松いなさJCT - 豊田東JCT間開通まで）
  - （拡幅）  東名高速道路下り線 美合PA - 豊田JCT (15.0 km) (2車線→3車線)（暫定措置、2014年度の新東名高速道路 浜松いなさJCT - 豊田東JCT間開通まで）
- 29日
  - （PA供用）  道東自動車道 由仁PA
  - （開通）  道東自動車道 夕張IC - 占冠IC (34.5 km)

### 11月
- 6日
  - （開通）  会津縦貫北道路 喜多方IC - 塩川IC (4.7 km)
- 19日
  - （IC供用）  名古屋高速4号東海線 山王入口
  - （IC供用）  名古屋高速4号東海線 尾頭橋出口
  - （開通）  名古屋高速4号東海線 木場出入口 - 東海JCT (5.3 km)
- 24日
  - （開通）  みやぎ県北高速幹線道路 栗原市築館加倉 - 若柳南IC (7.0 km)
- 26日
  - （開通）  道央自動車道 森IC - 落部IC (20.2 km)
- 27日
  - （開通）  南部高速道路
- 29日
  - （拡幅）  国道23号 名豊道路#知立バイパス下り線 和泉IC - 高棚北IC (3.8 km) (2車線→4車線)

### 12月
- 1日
  - （無料化制度見直し）  東北地方太平洋沖地震（東日本大震災）の、被災地支援（全車種）、観光振興（普通車、軽自動車等のみ、土・日・祝日のみ、ETC車のみ）及び、避難者支援（被災証明書、罹災証明書を有する者が乗車する全車種のみ）として、東北地方一帯の高速道路及び有料道路で実施。期間は、被災地支援と避難者支援は2012年3月31日まで実施、観光振興は不明。区間は、被災地支援及び避難者支援は、東北自動車道 白河IC - 安代IC間、常磐自動車道 水戸IC - 広野IC間及び山元IC - 亘理IC間、秋田自動車道 北上JCT - 湯田IC間、山形自動車道 村田JCT - 笹谷IC間、磐越自動車道 いわきJCT - 西会津IC間、三陸自動車道 仙台港北IC - 鳴瀬奥松島IC間、八戸自動車道、百石道路、釜石自動車道、仙台東部道路、仙台北部道路、仙台南部道路 今泉IC - 仙台南IC間が、観光振興は、上記と東北自動車道 安代IC - 青森IC間、秋田自動車道 湯田IC - 八竜IC間、山形自動車道 笹谷IC - 月山IC間及び湯殿山IC - 酒田みなとIC間、日本海東北自動車道 新潟中央JCT - 荒川胎内IC間及び岩城IC - 河辺JCT間、磐越自動車道 西会津IC - 新潟中央JCT間、青森自動車道、東北中央自動車道、米沢南陽道路、湯沢横手道路である。
  - （無料化制度開始）  東北地方太平洋沖地震（東日本大震災）の、被災地支援として全車種にあぶくま高原道路の無料措置が開始（2012年3月31日まで実施）。
  - （廃止）  阪神高速2号淀川左岸線 島屋東入口
- 9日
  - （拡幅）  米子自動車道 久世IC - 上野PA (3.5 km) (2車線→4車線)
- 17日
  - （開通）  日本海沿岸東北自動車道 大館西道路 二井田真中IC - 大館南IC (2.6 km)
  - （IC供用）  磐越自動車道 新津西スマートIC
  - （拡幅）  国道23号 知立バイパス 上り線 高棚北IC - 和泉IC間 (3.8 km) (2車線→4車線)
- 20日
  - （拡幅）  国道1号 藤枝バイパス上り線 広幡IC - 内谷IC (1.6 km) (1車線→2車線)